# Adolfo Frederico I de Meclemburgo-Schwerin
Adolfo Frederico I de Meclemburgo (15 de dezembro de 1588 - 27 de fevereiro de 1658) foi o duque de Meclemburgo-Schwerin desde a morte do pai em 1592 até 1628 e depois novamente entre 1631 e 1658. Entre 1634 e 1648 também governou o principado episcopal de Schwerin a título de administrador.

## Primeiros anos
Adolfo Frederico era filho do duque João VII de Meclemburgo e da duquesa Sofia de Holstein-Gottorp, filha do duque Adolfo de Holstein-Gottorp e da condessa Cristina de Hesse.
Inicialmente, Adolfo Frederico governou juntamente com o seu irmão João Alberto II, sob a regência do duque Ulrico e do duque Carlos I de Meclemburgo, tios do seu pai. Os dois irmãos assumiram o governo de Meclemburgo-Schwerin a 16 de abril de 1608 e, após a morte do duque Carlos a 22 de julho de 1610, também passaram a governar Meclemburgo-Güstrow.

## Divisão de Meclemburgo e Guerra dos Trinta Anos
Em 1621, o Ducado de Meclemburgo foi formalmente divido entre os dois irmãos, tendo Adolfo Frederico passado a governar Meclemburgo-Schwerin e João Alberto Meclemburgo-Güstrow. Durante a Guerra dos Trinta Anos, Albrecht von Wallenstein destituiu os duques depois de ter ficado secretamente do lado do rei Cristiano IV da Dinamarca contra o imperador Fernando II. Wallenstein governou os ducados entre 1627 e 1631, ano em que os duques foram restituídos com o apoio dos suecos liderados pelo rei Gustavo Adolfo. Em 1634, Adolfo Frederico sucedeu o príncipe Ulrico da Dinamarca, tornando-se o último administrador do principado-bispado de Schwerin antes da sua secularização.

## Casamentos e descendência
Adolfo Frederico teve, ao todo, dezanove filhos legítimos. Casou-se pela primeira vez no dia 4 de Setembro de 1622 com a condessa Ana Maria da Frísia Oriental, filha do conde Enno III da Frísia Oriental e da duquesa Ana de Schleswig-Holstein-Gottorp. Tiveram os seguintes filhos:
1. Cristiano Luís I de Meclemburgo-Schwerin (1 de dezembro de 1623 - 21 de junho de 1692), casado primeiro com a duquesa Cristina Margarida de Meclemburgo-Güstrow; sem descendência. Casado depois com Elisabeth Angelique de Montmorency; sem descendência;
2. Sofia Inês de Meclemburgo (11 de janeiro de 1625 – 26 de dezembro de 1694), abadessa de Kloster Rühn; sem descendência.
3. Carlos de Meclemburgo (8 de março de 1626 – 20 de agosto de 1670), duque de Meclemburgo-Mirow, morreu solteiro e sem descendência;
4. Ana Maria de Meclemburgo-Schwerin (1 de julho de 1627 – 11 de dezembro de 1669), casada com o duque Augusto de Saxe-Weissenfels; com descendência;
5. João Jorge de Meclemburgo (5 de maio de 1629 - 9 de julho de 1675), casado com Isabel Leonor de Brunswick-Wolfenbüttel; sem descendência;
6. Hedvig de Meclemburgo (11 de agosto de 1630 - 17 de maio de 1631), morreu com nove meses de idade;
7. Gustavo Rudolfo de Meclemburgo (26 de fevereiro de 1632 - 14 de maio de 1670), casado com a duquesa Edmunda Sofia de Saxe-Lauenburg-Ratzeburg; sem descendência;
8. Juliana de Meclemburgo (8 de novembro de 1633 - 3 de fevereiro de 1634), morreu com três meses de idade.

Após a morte da sua primeira esposa, Adolfo Frederico casou-se uma segunda vez com a duquesa Maria Catarina de Brunswick-Dannenberg, filha do duque Júlio Ernesto de Brunswick-Dannenberg e da condessa Maria da Frísia Oriental. Tiveram os seguintes filhos:
1. Juliana Sibila de Meclemburgo (16 de fevereiro de 1636 – 2 de outubro de 1701), abadessa de Kloster Rühn; sem descendência;
2. Frederico de Meclemburgo-Grabow (13 de fevereiro de 1638 – 28 de abril de 1688), casado com a condessa Cristina Guilhermina de Hesse-Homburg; com descendência;
3. Cristina de Meclemburgo (8 de agosto de 1639 – 30 de junho de 1693), morreu solteira e sem descendência;
4. Bernardo Segismundo de Meclemburgo (21 de janeiro de 1641 – 15 de novembro de 1641), morreu com dez meses de idade;
5. Augusta de Meclemburgo (24 de setembro de 1643 – 5 de maio de 1644), morreu com oito meses de idade;
6. Maria Isabel de Meclemburgo (24 de março de 1646 – 27 de abril de 1713), morreu solteira e sem descendência;
7. Ana Sofia de Meclemburgo (24 de novembro de 1647 – 13 de agosto de 1723), casada com o duque Júlio Segismundo de Württemberg-Juliusburg; com descendência;
8. Adolfo Ernesto de Meclemburgo (22 de novembro de 1650 – 13 de janeiro de 1651), morreu com dois meses de idade;
9. Filipe Luís de Meclemburgo (30 de maio de 1652 – 20 de outubro de 1655), morreu com três anos de idade;
10. Henrique Guilherme de Meclemburgo (6 de junho de 1653 – 2 de dezembro de 1653), morreu com seis meses de idade;
11. Adolfo Frederico II, Duque de Meclemburgo-Strelitz (19 de outubro de 1658 – 12 de maio de 1708), casado primeiro com a duquesa Maria de Meclemburgo-Güstrow; com descendência. Casado depois com Joana de Saxe-Gota-Altemburgo; sem descendência. Casado finalmente com a princesa Cristiana Emília de Schwarzburg-Sondershausen; com descendência.

## Genealogia
| Adolfo Frederico I de Meclemburgo | Pai: João VII de Meclemburgo   | Avô paterno: João Alberto I de Meclemburgo | Bisavô paterno: Alberto VII de Meclemburgo |
| Adolfo Frederico I de Meclemburgo | Pai: João VII de Meclemburgo   | Avô paterno: João Alberto I de Meclemburgo | Bisavó paterna: Ana de Brandemburgo        |
| Adolfo Frederico I de Meclemburgo | Pai: João VII de Meclemburgo   | Avó paterna: Ana Sofia da Prússia          | Bisavô paterno: Alberto, Duque da Prússia  |
| Adolfo Frederico I de Meclemburgo | Pai: João VII de Meclemburgo   | Avó paterna: Ana Sofia da Prússia          | Bisavó paterna: Doroteia da Dinamarca      |
| Adolfo Frederico I de Meclemburgo | Mãe: Sofia de Holstein-Gottorp | Avô materno: Adolfo de Holstein-Gottorp    | Bisavô materno: Frederico I da Dinamarca   |
| Adolfo Frederico I de Meclemburgo | Mãe: Sofia de Holstein-Gottorp | Avô materno: Adolfo de Holstein-Gottorp    | Bisavó materna: Sofia da Pomerânia         |
| Adolfo Frederico I de Meclemburgo | Mãe: Sofia de Holstein-Gottorp | Avó materna: Cristina de Hesse             | Bisavô materno: Filipe I de Hesse          |
| Adolfo Frederico I de Meclemburgo | Mãe: Sofia de Holstein-Gottorp | Avó materna: Cristina de Hesse             | Bisavó materna: Cristina da Saxónia        |